# 39/Smooth
39/Smooth är musikgruppen Green Days debutalbum, som släpptes den 13 april 1990 av Lookout! Records på vinyl och kassett. Inspelningen av albumet tog 20 timmar. Albumet är Green Days andra utgåva totalt, efter EP:n 1,000 Hours, som släpptes ett år tidigare. Albumet är bandets enda med John Kiffmeyer som trummis.

## Låtlista
Alla låtar är skrivna och komponerade av Billie Joe Armstrong, Mike Dirnt och John Kiffmeyer, om inget annat anges.
Sida A
| Nr | Titel                             | Längd |
| -- | --------------------------------- | ----- |
| 1. | At the Library with Waba Sé Wasca | 2:28  |
| 2. | Don't Leave Me                    | 2:39  |
| 3. | I Was There (text av Kiffmeyer)   | 3:36  |
| 4. | Disappearing Boy                  | 2:52  |
| 5. | Green Day                         | 3:29  |

Sida B
| Nr           | Titel                | Längd |
| ------------ | -------------------- | ----- |
| 1.           | Going to Pasalacqua  | 3:30  |
| 2.           | 16                   | 3:24  |
| 3.           | Road to Acceptance   | 3:35  |
| 4.           | Rest                 | 3:05  |
| 5.           | The Judge's Daughter | 2:34  |
| Total längd: | Total längd:         | 31:20 |